# Hemera (mitologia)
Hemera (Hemere, Dzień; stgr. Ἡμέρα Hēméra, łac. Hemera, Dies ‘dzień’) – w mitologii greckiej bogini i uosobienie dnia (lub jasnego dnia, lub światła dziennego); utożsamiana z Eos i rzymską Aurorą.
Należała do bogów pierwotnych (Protogenoi). Uchodziła za córkę Erebu i Nyks oraz za siostrę Eteru, Charona i Nemezis.
Imieniem bogini została nazwana jedna z planetoid – (9671) Hemera.